# Unión de Surf del Uruguay
La Unión de Surf del Uruguay (USU), es una organización deportiva uruguaya de surf y todas sus disciplinas. Fue fundada en 1990.

## Historia

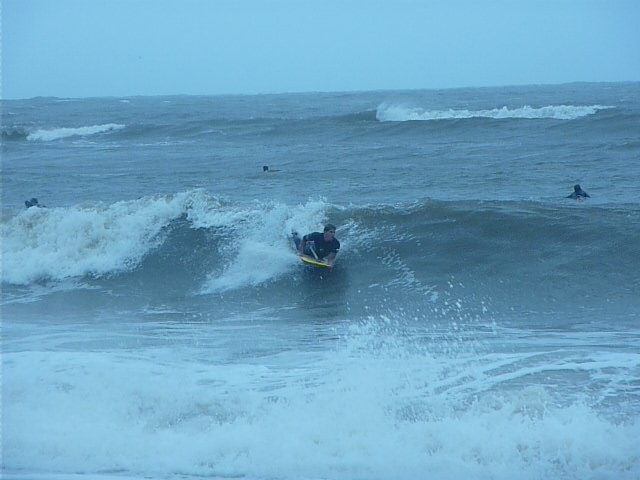
Playa La Balconada en 2011.

Un grupo de surfistas se agrupa en 1990, conscientes del crecimiento del deporte en el Uruguay. Su primera prensentación como equipo fue en el Panamericano de Isla Margarita en Venezuela.
Es reconocida por la Secretaría Nacional de Deporte de Uruguay, el Comité Olímpico Uruguayo, el Ministerio de Turismo, por las más importantes federaciones deportivas internacionales, la Asociación Internacional de Surf (ISA) y regionales, la Asociación Panamericana de Surf (APAS).
La USU es encargada de organizar: el Circuito Nacional de Surfing, el Equipo Nacional de Surfing y la realización y organización de todos los eventos relacionados con el surfing.
Las categorías en las que se compiten son: Open Primera División Profesional, Open Segunda División Amateur, Open Damas, Junior Mundialista (sub-18 y sub-16) hombres y damas, Pequeños Sufistas Grandes Campeones (s10 - s12 -s14) hombres y damas, Másters (+35) hombres y damas,  Longboard hombres y damas, Longboard sub-18 hombres y damas, Stand Up Race, Stand Up Surf y Bodyboard.
Algunas de las playas donde ser realiza el Circuito Nacional de Surf en Uruguay son: Playa La Balconada, Playa Montoya, Playa el Emir, Playa Brava, entre otras.
Su actual director es Federico Deal.